# Zijwind

Van zijwind of dwarswind wordt gesproken als de wind van opzij komt bij een zich bewegend object, zoals een vervoermiddel. 
De wind kan loodrecht van opzij komen maar ook van schuin achter of voor. In dat geval kan men spreken van wind met een zijwindcomponent. De wind kan verdeeld worden in twee componenten, in feite vectoren, waarbij er één loodrecht op de lijn van het voertuig staat, van links of rechts dus, en één in de richting van het voertuig. Dit is uiteraard dan tegenwind of rugwind. 
De sterkte van de zijwind wordt berekend door de windkracht te vermenigvuldigen met de sinus van de hoek tussen de windkracht en de richting waarin het voertuig beweegt: als er bijvoorbeeld een zijwind is van 10 knopen, ongeveer 18,5 km/h onder een hoek van 45 graden is de zijwindcomponent, de feitelijke zijwind dus 10 kn•sin(45°) dus ongeveer 7,07 knopen of 13 km/h. De tegen- of rugwindcomponent wordt via dezelfde methode gegeven door de cosinus van deze hoek. In dit geval is deze ook 7,07 knopen. 
Alleen de zijwindcomponent is verantwoordelijk voor hoe het voertuig zich zal gedragen. In de zeilvaart rekent men ook met de schijnbare wind.

## Luchtvaart
Voor deze berekeningen worden in de luchtvaart gewoonlijk tabellen of grafieken gebruikt. Zijwind wordt hier vaak aangeduid met X/WIND of (en)  Crosswind. Vooral bij de luchtvaart kan deze wind van belang zijn bij opstijgen en landen. De fabrikant van een vliegtuig schrijft normaliter een waarde voor als maximale (demonstrated) X/WIND. 

### Gevaar
Bij start en landing van een vliegtuig kan sterke dwarswind heel gevaarlijk zijn; diverse vliegrampen zijn door dit fenomeen (mede) veroorzaakt.
De reden hiervoor is het feit dat bij sterke zijwind de vleugel die "in de wind" ligt veel liftkracht levert, en de vleugel in de luwte van de wind veel minder. De piloot zal hiervoor moeten corrigeren door middel van de roeren. Bij de meeste verkeersvliegtuigen is dit mogelijk tot een maximale dwarswindcomponent van ongeveer 30 knopen (droge baan).
De maximale toegestane dwarswind is mede afhankelijk van de toestand (frictie) van de landingsbaan. Zo zal op een gladdere baan (door water of sneeuw/ijs) de maximaal toegestane dwarswindcomponent lager zijn omdat er in zulke omstandigheden minder frictie is tussen de band en de landingsbaan.
Een bijkomend probleem is dat, vooral bij slecht weer, de windrichting en snelheid zeer snel kan veranderen. Dit verschijnsel heet windshear. Bovendien is het niet altijd mogelijk om een start- of landingsbaan te kiezen zodanig dat het vliegtuig de optimale richting -namelijk recht tegen de wind in- kan volgen. De meeste grote vliegvelden hebben daarom meerdere start- en landingsbanen, maar kleinere vliegvelden hebben soms maar één landingsbaan.

## Scheepvaart
Bij zeilvaart wordt vooral van zijwind gebruikgemaakt, die wordt verder opgedeeld in aan de wind, halve wind en ruime wind. Door deze winden ontstaat bij zeilvaartuigen een loefzijde en een lijzijde. Het zijn dochters van dezelfde wind, zoals ook in de wind, binnen de wind en voor de wind. 

### Gevaar
Zijwind kan ervoor zorgen dat schepen aan lagerwal raken en kan zeer hinderlijk zijn bij de doorvaart van bruggen en het invaren van sluizen.

## Wegverkeer
Op de weg kan zijwind gevaarlijk zijn vanwege de lift die zij kan geven zodat het voertuig van de weg geblazen kan worden. Dit is vooral van belang bij hooggelegen wegen of bruggen. Door de snelheid te verminderen wordt deze lift verminderd; daarbij moet worden gecorrigeerd door in de wind te sturen. Motorrijders kunnen door rukwinden problemen krijgen met de balans. Het wordt pas echt gevaarlijk in combinatie met gladheid, omdat de noodzakelijke stuurcorrecties niet meer aan het wegdek worden doorgegeven. 

## Treinverkeer
Een trein kan door zijwind extra rijweerstand ondervinden doordat de wielflenzen langs de rails schuren. De weerstand kan zelfs groter zijn dan bij tegenwind. Het zijoppervlak van een trein is immers vele malen groter dan het frontoppervlak, zodat ook de dwarskracht vele malen groter is dan de frontale kracht. Hierdoor kan, hoewel de afremmende kracht slechts een fractie is van de daar haaks op staande dwarskracht, de afremmende werking van dwarswind belangrijk groter zijn dan die van tegenwind, hoewel deze wind wel volledig als afremmende kracht doorwerkt.